# Saintpaulia
Genre
Synonymes
- Saintpaulia[1]
- Streptocarpus sect. Saintpaulia Saintpaulia H.Wendl., 1893 (préféré par NCBI)[1]

Saintpaulia est un genre de plantes à fleurs de la famille des Gesnériacées. Dans le langage courant, un saintpaulia est en général une plante cultivée hybride, issue de l'espèce Saintpaulia ionantha (Streptocarpus ionanthus). L'hybridation est facile et plus d'une dizaine de milliers de combinaisons sont connues, de diverses formes et couleurs. La plupart des hybrides peuvent se reproduire par bouturage de feuille.
Le saintpaulia fut découvert en 1892, par le baron Walter von Saint Paul-Illaire dans les monts Usambara en Tanzanie. C'est à ce moment que le nom de violette africaine ou violette du Cap lui fut donné, à cause de sa ressemblance avec la violette (Viola). Par contre, son nom vernaculaire est la seule chose qu'elle partage avec les Viola, issues de la famille des Violacées.

## Classification
Ce genre a été décrit en 1893 par le botaniste allemand Hermann Wendland (1825-1903). En classification phylogénétique APG III (2009) comme en classification classique de Cronquist (1981), il est assigné à la famille des Gesneriaceae.

### Liste d'espèces
Selon The Plant List (15 janvier 2018) :
- Saintpaulia goetzeana Engl.
- Saintpaulia inconspicua B.L. Burtt
- Saintpaulia ionantha H.Wendl. - le Saintpaulia commun
- Saintpaulia pusilla Engl.
- Saintpaulia shumensis B.L. Burtt
- Saintpaulia teitensis B.L. Burtt
- Saintpaulia tongwensis B.L. Burtt

Selon Tropicos (15 janvier 2018) (Attention liste brute contenant possiblement des synonymes) :
- Saintpaulia alba E.A. Bruce
- Saintpaulia amaniensis E.P. Roberts
- Saintpaulia brevipilosa B.L. Burtt
- Saintpaulia confusa B.L. Burtt
- Saintpaulia difficilis B.L. Burtt
- Saintpaulia diplotricha B.L. Burtt
- Saintpaulia goetzeana Engl.
- Saintpaulia grandifolia B.L. Burtt
- Saintpaulia grotei Engl.
- Saintpaulia inconspicua B.L. Burtt
- Saintpaulia intermedia B.L. Burtt
- Saintpaulia ionantha H. Wendl.
- Saintpaulia magungensis E.P. Roberts
- Saintpaulia nitida B.L. Burtt
- Saintpaulia orbicularis B.L. Burtt
- Saintpaulia pendula B.L. Burtt
- Saintpaulia pusilla Engl.
- Saintpaulia rupicola B.L. Burtt
- Saintpaulia shumensis B.L. Burtt
- Saintpaulia teitensis B.L. Burtt
- Saintpaulia tongwensis B.L. Burtt
- Saintpaulia ulugurensis Haston
- Saintpaulia velutina B.L. Burtt
- Saintpaulia watkinsii Haston

## Horticulture

### Entretien
Le terreau doit être de bonne qualité et très léger pour assurer un bon drainage; fertiliser très modérément avec engrais soluble (10 10 30), aux deux ou trois semaines en période de floraison. Si le terreau est de mauvaise qualité la plante ne poussera pas.
La plante se porte mieux et fleurit plus abondamment lorsqu'elle semble être un peu à l'étroit dans son pot, c'est-à-dire quand les feuilles extérieures débordent entièrement du pot. Le diamètre du pot devrait être environ 1/3 du diamètre de la plante. La taille maximum du pot sera d'environ 15 cm pour la très grande majorité des variétés.
Elle doit être exposée à la lumière vive, mais pas au soleil de mi-journée; une exposition sur une fenêtre au nord-ouest, nord ou nord-est, ou à 2 mètres de distance dans les autres orientations est conseillée. Une température ambiante de 15 à 25 °C lui convient parfaitement bien qu'elle fleurisse moins à des températures inférieures à 20 °C.
L'arrosage est hebdomadaire, et doit être modéré. Éviter de mouiller les feuilles. 1 à 2 heures après l'arrosage, retirer l'éventuelle eau excédentaire qui resterait dans la soucoupe.
La plante fleurit par épisode de deux à trois mois consécutifs, suivis de périodes de repos de 20 à 30 jours.
Les feuilles externes peuvent parfois flétrir. Couper ces feuilles avant qu'elles ne pourrissent.
Bien entretenu, un saintpaulia vivra au moins vingt-cinq ans, en changeant complètement le terreau tous les trois ou quatre ans. Il peut toutefois être utile de rempoter plus fréquemment pour recouvrir le "tronc" qui se forme lorsqu'on enlève les feuilles extérieures.

### La bouture de feuille

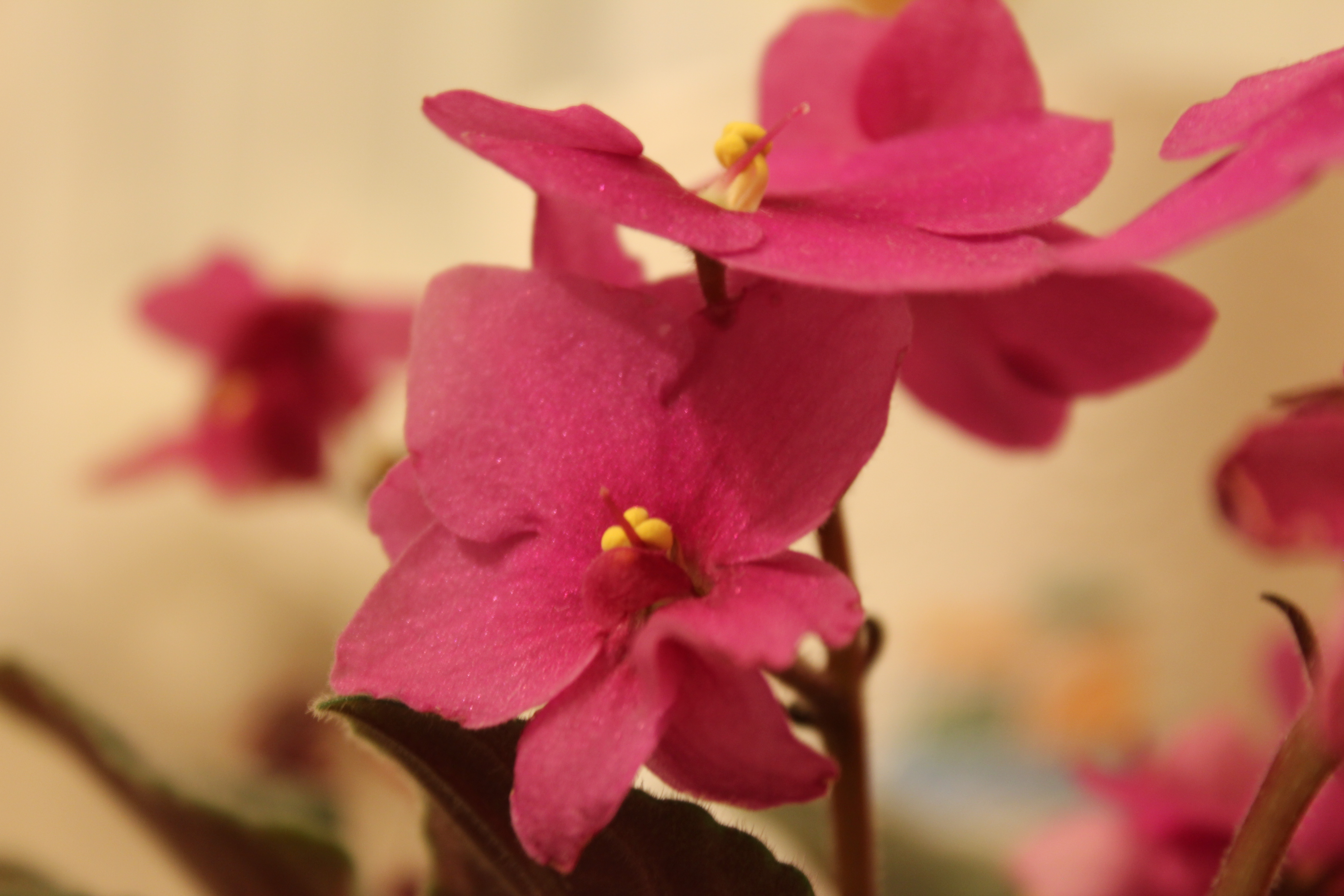
Vue rapprochée d'une fleur de Saintpaulia.

Il n'est pas difficile de multiplier une violette africaine. La bouture par feuille est la méthode la plus simple. Un seul plant peut donner naissance à de nombreux rejetons. Cependant dans le cas de certains hybrides (notamment les hybrides à fleurs multicolores), les rejetons obtenus par bouturages peuvent être différents du plant parent.
La meilleure période pour procéder à cette opération est au printemps. Sélectionnez une feuille ferme, mature et saine. Ne prenez pas les feuilles les plus à l'extérieur de la rosette (centre de la plante), ni les plus petites au centre. Coupez la feuille choisie à 3 centimètres du limbe (partie élargie de la feuille).
Il est important de couper la feuille avec un instrument tranchant et non coupant. Un outil tel une paire de ciseaux, écrase les tissus ce qui favorise l'apparition de pourriture. Laissez une trentaine de minutes de côté afin que les tissus se cicatrisent. La cicatrice est une barrière de plus contre les agents pathogènes enfouis dans le substrat. Certaines personnes trempent la tige dans de l'hormone de bouturage afin d'accélérer l'obtention de racines, mais des études indiquent que la plus grande quantité de plantules obtenus se fait au détriment de leur qualité[réf. nécessaire]. Plantez la feuille dans la terre à 45 degrés, vous pouvez utiliser de la vermiculite, un mélange de sable et de mousse de tourbe ou un mélange du marché (pro-mix par exemple).
Vous pouvez couvrir vos boutures afin de maintenir une humidité constante et élevée. Si de la condensation se forme sur la paroi transparente, retirer temporairement cette partie.
Après 4 à 6 semaines les premières pousses devraient apparaitre. Lorsque les plantules atteignent 5 à 8 cm de hauteur, séparez les de la feuille-mère et plantez-les dans un pot de 5 cm (2 po) de diamètre.
Durant le premier mois, laissez le terreau sécher entre chaque arrosage de façon que les jeunes plantules se flétrissent un peu car elles sont sensibles à la pourriture.
Lorsque le saintpaulia commence à être à l’étroit, rempotez-la dans un pot de 2,5 cm (1 po) de diamètre de plus que le pot précédent jusqu’à un maximum de 15 cm (5 cm → 7,5 cm → 10 cm → 12,5 cm → 15 cm) en suivant les gradations. La première floraison devrait avoir lieu environ 8 mois après.

### Autres méthodes de reproduction
- gourmands : certains hybrides ont tendance à former des gourmands au niveau du tronc. On peut reproduire le plant en laissant grandir le gourmand jusqu'à ce qu'il ait des feuilles d'environ 2 cm de diamètre, ensuite couper le gourmand à ras du tronc du plant mère et déposer la rosette obtenue sur un pot de 5 cm contenant du terreau, le gourmand devrait s'enraciner après quelques semaines. Entretenir comme un rejeton issu d'une bouture de feuille.
- bouture de "tête" : c'est une technique plus délicate mais qui permet d'avoir des rejetons plus conformes au plant mère. On enlève la rangée de feuilles du milieu afin de faire apparaître le tronc. Couper la "tête" du Saintpaulia et la placer dans un nouveau pot (elle va s'enraciner comme un gourmand). Garder le plant mère "décapité", après 4-6 semaines, de nouvelles pousses vont apparaître sur le tronc, à l'endroit où la tête a été coupée. Ces pousses peuvent être séparées et repiquées lorsqu'elles sont suffisamment grandes.
- boutures de tiges de fleurs : certains hybrides ont des tiges de fleur assez solides pour être utilisées comme bouture. Il faut que la tige comporte 2 petites feuilles. On retire la fleur et on plante la tige dans un substrat comme les boutures de feuilles. La technique donne moins de rejetons que le bouturage par feuille et est plus difficile (car les tiges de fleurs sont délicates) mais donne des rejetons de meilleure qualité.